# Seress Imre
Seress Imre (Jászfényszaru, 1860. november 1. – Budapest, 1938. június 10.) költő, író, hírlapíró és szerkesztő.

## Élete
Jászfényszarun született nemes családból. Középiskoláit Budapesten végezte el a piaristák főgimnáziumában és az érettségi után az országos levéltárnoki vizsgát tette le, majd huzamosabb ideig működött a Pest megyei levéltárban mint segédlevéltáros. Eredetileg zenésznek készült és a budapesti konzervatóriumot el is végezte. Mint kitűnő zenész három évig (1886–1889) Tatán a gróf Eszterházy-féle színház igazgató-karmestere és hegedűművésze volt, de közben is a Tatai Hiradót szerkesztette. A tatai színház megszűnésével teljesen a hírlapírásnak szentelte tehetségét és az előkelőbb budapesti hírlapok dolgozótársa lett; majd meghívás folytán vidékre ment egyes lapokat szervezni. Így emelte szakavatott kézzel orgánumokká a szombathelyi Dunántúlt, a Jászberényi Hirlapot és a Nyitramegyei Ellenőrt. Az utóbbinál főleg a pánszlávizmus és a korrupt megyei rendszer letörésében szerzett magának nagy érdemeket. 1904-től a Kassai Hirlap felelős szerkesztője volt. 1938-ban hunyt el 77 éves korában Budapesten.

## Művei
1879-ben nyerte meg az első 10 aranyas pályadíjat egy német műfordítással és 5 aranyat egy szónoki beszéddel. Első újságcikke 1880-ban jelent meg a Honban, amelybe sokat dolgozott. Számos tárcát, költeményt, bölcseleti, társadalmi és politikai cikket írt a napi sajtóban. Cikket a Szegedi Naplóban (1890), az Alkotmányban (1896. 307. sz. A népzene); a Vasárnapi Ujságban (1901. 32. szám. A repülőgép problémája); a Pesti Hirlapban (1907. 267. sz. A jellem) stb. 1905. május 4-én barátai és hírlapíró társai megünnepelték 25 éves írói és hírlapírói jubileumát Kassán.
Önállóan a következő művei jelentek meg:
- Hári János Iliásza. Bpest, 1885. Eposz 12 énekben. (2. kiadás. Uo. 1893. Ism. Fővárosi Lapok 261., Klinikai Közlöny 86. sz.)
- Hári János Odysszeája. Uo. 1886. (Ism. Budapesti Hirlap 61., Nemzet 69. sz. 2. kiadás. Uo. 1905.)
- Magyar mondavilág. Uo. 1887. (12 költői beszély. Ism. Nemzet 98. sz.)
- Vasutas tótok. Verses humoreszk, illusztrálta Blaske. Uo. 1887. (Öt kiadás.)
- Rózsa lovag. Költői elbeszélés. Uo. 1888. (Magyar Mesemondó 41.)
- Emmi és társai. Kisebb költemények. Uo. 1888. (Ism. Irod. Értesítő 5., Vasárnapi Ujság 3. sz.)
- Kukány ostroma. Paródia. Nyitra, 1899. (Azóta 6 javított kiadás. Ism. Vasárnapi Ujság 1902. és 1904. 8. sz.)
- Repülő süvegek. Kormányozható repülőgép. Eredeti rajzokkal. Bpest, 1894.
- A tudós leánya. Regény... 1894.
- A Garam család. Regény ... 1895.
- Klára. Regény ... 1895.
- Századvégi férfiak. Regény ... 1897.
- Ördögkultusz a XX. században. Regény ... 1897.
- A hitetlen, vagy Isten útjai beláthatatlanok. Budapest, 1898. (Népiratkák 154.)
- Mindennél drágább a hit, vagy: hogyan tért meg a Bimbó Mester? ... Uo. 1900. (Népiratkák 162.)
- A piros bugyelláris, vagy: maradj a becsület útján. Uo. 1900. (Népiratkák 176.)
- Az ifjuság és a világháboru
- A nagy háború legendái (versek), Bp., 1923.
- Egy év története. Bp., 1926.